# نوريا لاجوستيرا فيفس
نوريا لاجوستيرا فيفس (بالإسبانية: Nuria Llagostera)‏ مواليد 16 مايو 1980 في مايوركا، إسبانيا، هي لاعبة كرة مضرب إسبانية سابقة بدأت مسيرتها كمحترفة سنة 1996 وكانت تلعب باليد اليمنى، اعتزلت اللعب في 2013. أعلى تصنيف لها في الفردي كان المركز الـ 35 في سنة 2005. سبق أن شاركت في دورة الألعاب الأولمبية الصيفية.

## الخط الزمني للفردي
مفتاح
| ف | ن | ن.ن | ر.ن | د# | د.م | ل | أ.أ | ت | غ | ب | ف | ذ | م.خ | ل.ت |

(ف) فاز بالبطولة (ن) وصل النهائي (ن.ن) نصف النهائي (ر.ن) ربع النهائي (د#) الأدوار الأربعة الأولى (د.م) دور المجموعات (ل) شارك في كأس ديفيز (أ.أ) خرج من الأدوار الاولى (ت) خسر التصفيات التأهيلية (غ) غاب عن الحدث أو البطولة (ب) حصل على ميدالية برونزية (ف) حصل على ميدالية فضية (ذ) حصل على ميدالية ذهبية (م.خ) بطولة الماسترز خُفضت إلى مرتبة أقل (ل.ت) البطولة لم تعقد في السنة المعينة.
لتجنب الارتباك وازدواجية الحساب، يتم تحديث هذه المعلومات إما في نهاية البطولة، أو عندما تكون مشاركة اللاعب في البطولة قد انتهت.
| الدورة                        | 2000 | 2001 | 2002 | 2003 | 2004 | 2005 | 2006 | 2007 | 2008 | 2009 | 2010 | 2011 | 2012 | 2013 | ف-خ   |
| ----------------------------- | ---- | ---- | ---- | ---- | ---- | ---- | ---- | ---- | ---- | ---- | ---- | ---- | ---- | ---- | ----- |
| بطولة أستراليا المفتوحة للتنس | ت    | د3   | د2   | د1   | ت    | د1   | د1   | غ    | ت    | د1   | ت    | ت    | غ    | غ    | 13–9  |
| دورة رولان غاروس الدولية      | ت    | د3   | د1   | غ    | ت    | د4   | غ    | د2   | د1   | د1   | د1   | د3   | غ    | غ    | 12–9  |
| بطولة ويمبلدون                | غ    | د1   | غ    | غ    | د2   | د1   | غ    | غ    | د1   | د1   | د1   | ت    | غ    | غ    | 4–6   |
| أمريكا المفتوحة               | ت    | د1   | ت    | ت    | د1   | د1   | غ    | ت    | د1   | د1   | د1   | د1   | غ    | غ    | 4–11  |
| إجمالي فوز-خسارة              | 0–0  | 4–4  | 1–2  | 1–1  | 1–2  | 3–4  | 0–1  | 1–1  | 0–3  | 0–4  | 0–3  | 2–2  | 0–0  | 0–0  | 33–35 |

## وصلات خارجية
- نوريا لاجوستيرا فيفس على موقع رابطة محترفات التنس (الإنجليزية)
- نوريا لاجوستيرا فيفس على موقع الاتحاد الدولي لكرة المضرب (الإنجليزية)
- نوريا لاجوستيرا فيفس على موقع كأس بيلي جين كينغ (الإنجليزية)
- نوريا لاجوستيرا فيفس على موقع خلاصة التنس.كوم (الإنجليزية)
- نوريا لاجوستيرا فيفس على موقع إي إس بي إن.كوم (الإنجليزية)
- نوريا لاجوستيرا فيفس على موقع أوليمبيديا (الإنجليزية)

- الموقع الرسمي